# Frémery
Frémery település Franciaországban, Moselle megyében. Lakosainak száma 88 fő (2022. január 1.). Frémery Chicourt, Hannocourt, Lucy, Oron és Prévocourt községekkel határos.

## Népesség
A település népességének változása:
| Lakosok száma | 71   | 44   | 53   | 61   | 68   | 76   | 77   | 84   | 88   | 88   |
|               | 1968 | 1982 | 1990 | 2006 | 2013 | 2015 | 2017 | 2019 | 2020 | 2022 |